# Rædselsøen
Rædselsøen er en amerikansk stumfilm fra 1920 af James Cruze.

## Medvirkende
- Harry Houdini som Harry Harper
- Lila Lee som Beverly West
- Jack Brammall som Tom Starkey
- Wilton Taylor som Job Mordaunt
- Eugene Pallette som Guy Mordaunt
- Edward Brady som Marsh
- Frank Bonner som Bakaida
- Ted E. Duncan som Murphy
- Fred Turner som Mr. West
- Rosemary Theby som Sheila Mourdant